# Kanton Le Russey
Der Kanton Le Russey war bis 2015 ein französischer Wahlkreis im Département Doubs und in der damaligen Region Franche-Comté. Er umfasste 22 Gemeinden im Arrondissement Pontarlier; sein Hauptort (frz.: chef-lieu) war Le Russey. Die landesweiten Änderungen in der Zusammensetzung der Kantone brachten im März 2015 seine Auflösung. Vertreter im conseil général des Départements war zuletzt von 2011 bis 2015 Gilles Robert.
Am 1. Januar 2009 erfolgte die Loslösung des Kantons aus dem Arrondissement Montbéliard und die Eingliederung in das Arrondissement Pontarlier.

## Gemeinden
| - Bonnétage - Bretonvillers - Chamesey - Grand’Combe-des-Bois - La Bosse - La Chenalotte - Laval-le-Prieuré - Le Barboux - Le Bizot - Le Bélieu - Le Luhier | - Le Mémont - Le Russey - Les Fontenelles - Longevelle-lès-Russey - Mont-de-Laval - Montbéliardot - Narbief - Noël-Cerneux - Plaimbois-du-Miroir - Rosureux - Saint-Julien-lès-Russey |